# Státní barvy
Státní barvy v některých státech představují oficiální státní symbol. 
Jedná se o barvy z kterých se skládá vlajka daného státu. Státní barvy mohou být naprosto shodné a ve stejném pořadí jako státní vlajka - Francie, Rusko. Nebo mohou mít pouze stejné barvy jako vlajka - Česká republika, Spojené státy americké. 

## Galerie

Francouzská vlajka
Barvy Francie
Ruská vlajka
Barvy Ruska
Vlajka České republiky
Státní barvy České republiky
Vlajka Spojených států amerických
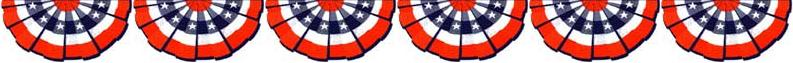
Státní barvy Spojených států amerických